# GeneCards

GeneCards

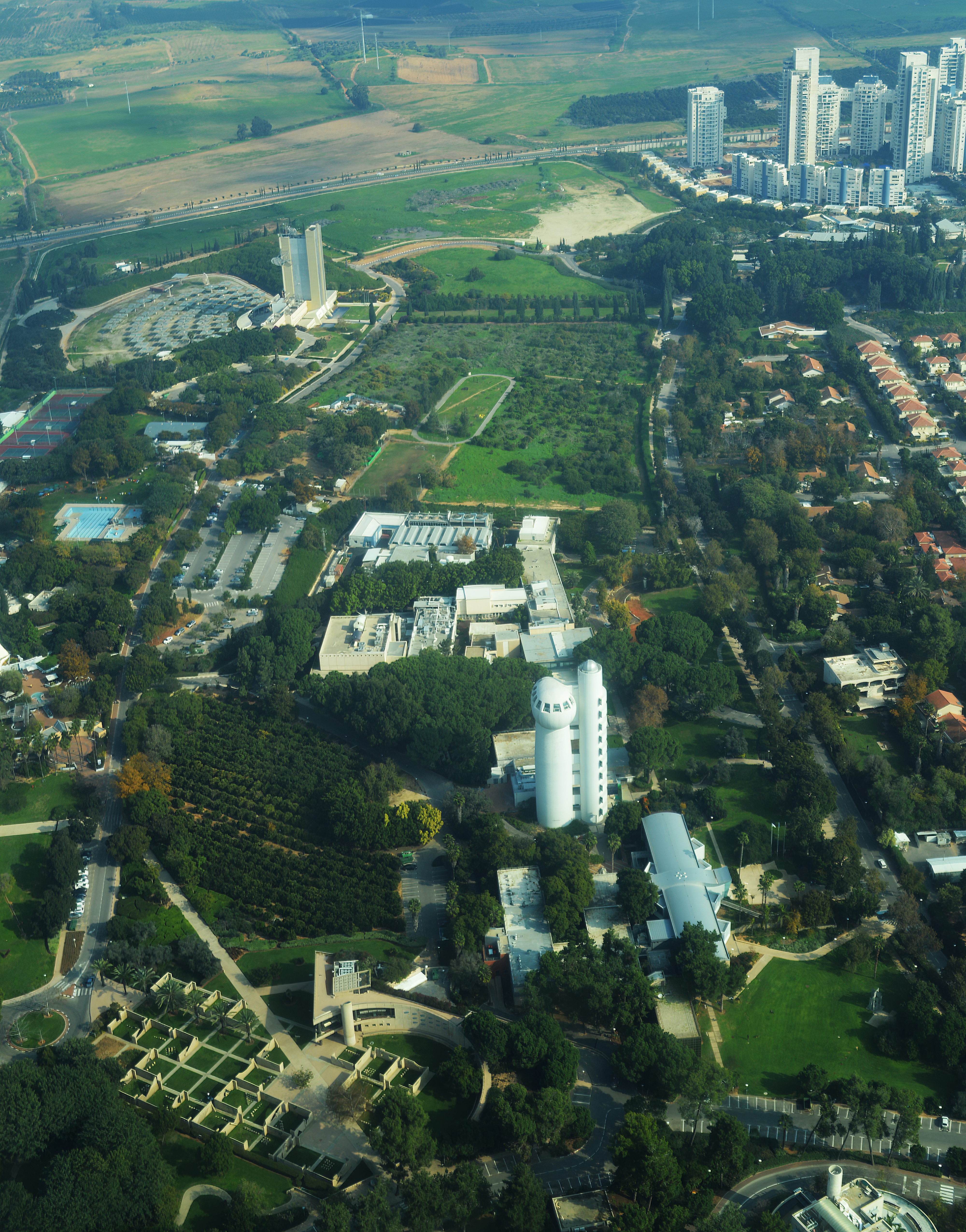
Науково-дослідний інститут імені Вейцмана

GeneCards — це база даних людських генів, що збирає геномну, протеомну, транскриптомну, генетичну та функціональну інформацію про всі відомі та прогнозовані гени людини. Її розробляє та підтримує Центр людського геному в Інституті науки ім. Вейцмана.

## Функціонування
Спочатку вона включала тільки дві основні функції: функцію отримання інтегрованої біомедичної інформації про певні гени у форматі «карти» та текстовий пошуковик.
Починаючи з 1998 року були додані нові ресурси і типи даних, такі як експресія білка і генна мережа, використаний більш швидкісний і складний пошуковик, що дозволило отримати кращу продуктивність, і оновлену, технологічно сприятливу інфраструктуру для розширення генного аналізу на відміну від первинної версії. Версія 3 збирає інформацію з понад 90 ресурсів на основі зведеного списку генів, і цей процес можна проводити в автономному режимі. Також розроблено більш спеціалізовані комплекси на основі GeneCards. GeneNote і GeneAnnot, GeneLoc, GeneALaCart  і GeneDecks. Кожні 3 роки починається новий етап планування для подальшого перегляду, включаючи впровадження, розвиток і напівавтоматизоване забезпечення якості і розгортання. Використовувані технології: Eclipce, Apache, Mysql, XML, РНР, Propel, Java, Р і MySQL.